# Oussama Darragi
Oussama Darragi (* 14. März 1987 in Tunesien) ist ein ehemaliger Fußballspieler (offensives Mittelfeld).

## Erfolge
In der Saison 2007/2008 konnte er mit Esperance Tunis den nationalen Pokal gewinnen. In der darauffolgenden Saison 2008/2009 wurde er Tunesischer Meister, UNAF-Pokal-Sieger und arabischer Champions-League-Sieger. In der Saison 2010/2011 gewann er die afrikanische Champions League.
2011 wurde er als bester in einer afrikanischen Liga spielender Afrikanischen Spieler ausgezeichnet.
Im Sommer 2012 wechselte er nach Europa zum FC Sion, wo er in der Saison 2012/13 spielte. Er kehrte zurück zu Espérance und blieb dort bis 2015. Dann begann eine Zeit kurzer und kürzester Engagements bei etlichen Vereinen in Saudi-Arabien, Tunesien, Katar, Marokko und Algerien. 2021 beendete er seine Karriere.
Am 11. Oktober 2008 gab Darragi sein Länderspieldebüt für die tunesische Fußballnationalmannschaft gegen die Seychellen. In der Saison 2011/2012 erreichte er mit Tunesien das Viertelfinale der Afrikameisterschaft. Bis 2013 absolvierte er 45 Spiele, in denen ihm 10 Tore gelangen.